# Peter O'Donnell
Peter O'Donnell, född 11 april 1920 i Lewisham i London, död 3 maj 2010 i Brighton i East Sussex, var en brittisk skribent, författare och serieförfattare, skapare av den tecknade serien Modesty Blaise 1963. Han gjorde sig även känd under pseudonymen Madeleine Brent.

## Biografi
O'Donnell började som professionell skribent år 1936, 16 år gammal. 1937 blev han anställd på serieförlaget Amalgamated Press där han skrev historier till flera magasin. Från 1938 och under andra världskriget tjänstgjorde han i den brittiska Royal Corps of Signals där han arbetade med radiokommunikation. Han tjänstgjorde bland annat i Persien, Syrien, Egypten, Italien och i Grekland.
Efter kriget fortsatte O'Donnell att skriva manus till tecknade serier. År 1953 skrev han manuskript till Daily Mirrors romantiska Belinda och samma år och fram till 1966 började han skriva fantasyserien Garth. Mellan 1957 och 1962 samarbetade han med tecknaren Jim Holdaway på den humoristiska detektivserien Romeo Brown.
Hans mest kända skapelse, Modesty Blaise, blev först publicerad som en kort tecknad serie i Londontidningen The Evening Standard 1963. O'Donnell fortsatte att skriva manus till serien tills den upphörde 2001.
O'Donnell skrev också böcker samt TV- och filmmanus. Han skrev flera romantiska historiska böcker under pseudonymen Madeleine Brent. 
De sista åren levde O'Donnell med sin fru i Brighton. Han avled 2010 av Parkinsons sjukdom. 
Peter O'Donnell var kusin till Norman Worker.

## Böcker skrivna under pseudonymen Madeleine Brent
- Tregaron's daughter (1971) (Det började i Venedig, översättning Ella Fallenius, Bonnier, 1973)
- Moonraker's Bride (1973) (I Drakens tecken, översättning Ella Fallenius, Bonnier, 1976)
- Kirkby's changeling (1975; även utg. som Stranger at Wildings) (Bortbytingen, översättning Liv Nordqvist, Bonnier, 1978)
- Merlin's Keep (1977) (Silvermannen, översättning Britte-Marie Bergström, Bonnier, 1979)
- Capricorn Stone (1979) (Det stulna arvet, översättning Britte-Marie Bergström, Bonnier, 1981)
- The Long Masquerade (1981) (Den långa maskeraden, översättning Britte-Marie Bergström, Bonnier, 1983)
- A Heritage of Shadows (1983) (Fjärilsflickan, översättning Britte-Marie Bergström, Viva, 1984)
- Stormswift (1984) (Stormvind, översättning Britte-Marie Bergström, Viva, 1985)
- Golden Urchin (1986) (Ökenflickan, översättning Britte-Marie Bergström, Viva, 1987)